# Jean-Paul Franssens
Jean-Paul Franssens (Groningen, 5 februari 1938 – Amsterdam, 19 juni 2003) was een Nederlands schrijver en schilder.  

## Levensloop
Franssens' belangstelling voor taal en muziek kwam al vroeg in zijn leven naar voren. In het Duitse Essen studeerde hij regie en zang aan de Folkwang Hochschule. Vervolgens was hij als regisseur en regieassistent werkzaam bij onder meer Opera Forum in Enschede en De Nederlandse Opera. Ook schreef hij toneelstukken en opera-libretti die hij vaak zelf regisseerde en van decors en vormgeving voorzag. Als beeldend kunstenaar was hij autodidact. Zijn (expressionistische) werk exposeerde hij veelvuldig in Nederland maar bijvoorbeeld ook in Parijs, Kopenhagen en Reykjavik. Als schrijver debuteerde hij in 1981 met de novelle De wisselwachter, die verfilmd werd door cineast Jos Stelling onder dezelfde titel met Jim van der Woude in de rol van de protagonist. Ook het derde deel uit zijn autobiografische trilogie Een gouden Kind (1991), Een Goede vader (1993) en Broederweelde (1995) werd door Jos Stelling in 1999 verfilmd onder de titel No Trains No Plains. 
Andere boeken van Franssens' hand zijn onder meer de roman Vriend Dood over de Duitse seriemoordenaar Peter Kürten, Zuiderkerkhof 1 (1997, De Arbeiderspers, Privé-domein nr. 213), De wereld wil bedrogen worden (1999, De Arbeiderspers, Privé-domein nr. 227) en Rozen uit het Zuiden (2001, De Arbeiderspers), een roman die in sfeer en omgeving aansluit bij de eerdergenoemde ‘Groningse’ trilogie. Verder schreef hij onder meer gedichten, novelles en korte verhalen. Zijn debuut als dichter was de erotische bundel Lilis (1982). Een greep uit zijn korte verhalen met eigen tekeningen op de achterpagina van NRC Handelsblad verscheen in 2002 onder de naam Kinderschrik. 
Franssens stond in de Amsterdamse kunstwereld bekend als bon vivant en rasverteller, die er vele (literaire) vriendschappen op na hield. Hij schreef zelf twee boekjes over zijn vriendschap met Belcampo en zijn briefwisselingen met Henk Hofland en A.F.Th. van der Heijden werden uitgegeven onder de titels Over en weer en Ik heb je nog veel te melden bij respectievelijk uitgeverij Contact en Bas Lubberhuizen. Van der Heijden schreef in 2008, vijf jaar na Jean-Paul Franssens’ dood aan een ongeneeslijke ziekte in 2003, het requiem Voetstampwijnen zijn Tandknarswijnen. Ook dook Franssens vaak op in de tekeningen van Peter van Straaten, die werden gebundeld in het boekje "Mooi einde, hè?". Rond het tienjarig overlijden van Franssens in juni 2013 vonden er verschillende activiteiten en (her)uitgaven plaats.

## Geïllustreerd door Franssens
- De vertellingen van 1001 nacht, deel 1/14 (1993/1999). Amsterdam: uitgeverij Bulaaq

## Werken over Franssens
- Jean Paul Franssens e.v.a. (2013) Jean-Paul Franssens / Leven, werk en vrienden. Amsterdam: Autres Directions.
- A.F.Th. van der Heijden (2008) Voetstampwijnen zijn tandknarswijnen: een requiem. Amsterdam: Querido.
- Peter van Straaten (2005) "Mooi einde, hè?" Tekeningen met onderschrift over Jean Paul Franssens. Amsterdam: Bas Lubberhuizen.